# Нуклеарни реактор
Нуклеарни реактор је постројење у коме се одвија контролисана нуклеарна ланчана реакција.
Нуклеарни реактори имају много примена. Једна од најважнијих је производња електричне енергије. Поред њих, постоје и реактори за истраживања. Њихова основна функција је:
1. производња радиоизотопа (у индустријске и медицинске сврхе),
2. ослобађање неутрона из центра реактора (за експерименте),
3. у циљу образовања и подучавања будућих нуклеарних физичара.

Тренутно, сви нуклеарни реактори света су базирани на фисионој реакцији и сматрају се релативно безбедним произвођачем електричне енергије са минималним краткорочним загађењем животне средине. Међу еколошким круговима, пак, постоји извесна забринутост везана за нуклеарни отпад.
Подела нуклеарних реактора у електранама је извршена на основу горива које се користи, модератора, хлађења итд. Подразумева се да се у доле наведеним реакторима одвија фисиона ланчана реакција, с обзиром да фузиони реактори још увек нису довољно истражено подручје, а још мање комерцијализовано. 

## Како реактор ради
Основни делови у једној нуклеарној електрани су:
- Нуклеарно гориво
- Модератор неутрона
- Хладњак
- Контролне шипке
- Компензатор запремине
- Систем за хитно хлађење језгра реактора
- Систем заштите реактора
- Парни генератор -у реакторима у којима вода кључа не постоји
- Грађевина у којој се налази нуклеарни реактор
- Пумпа која пумпа воду у парни генератор
- Парна турбина
- Електрични генератор
- Кондензатор паре

Нуклеарној електрани за производњу електричне енергије, пре свега, потребно је нуклеарно гориво. Топлота се производи у нуклеарној фисији у унутрашњости реактора. Када је релативно велико фисионо језгро атома (обично уранијум 235 или плутонијум 239) ударено неутроном, формира два или више мањих нуклеуса као продукте фисије, ослобађајући енергију и неутроне. Новонастали неутрони доводе до даље фисије и настанка нуклеарне ланчане реакције. Када се нуклеарна ланчана реакција контролише, енергија која се ослободи може да се искористи за загревање воде, производи се пара која покреће турбину која иде до генератора електричне енергије. Важно је напоменути да нуклеарна експлозија подразумева неконтролисану ланчану реакцију, док у реактору није могуће достићи овај ниво. Обогаћени уранијум је природни уранијум у коме је повећан проценат уранијума 235. Природни уранијум садржи само 0,72% уранијума 235, а остало је углавном уранијум 238 (99,2745%) и мало уранијума 234(0,0055%). Повећањем концентрације уранијума 235 у природном уранијуму, повећава се и вероватноћа да дође до фисионе реакције помоћу термичких неутрона, с обзиром да се уранијум 238 већином распада помоћу брзих неутрона а уранијум 235 помоћу термичких.

### Конструкција
Нуклеарни реактор, обично, садржи следеће делове:
- Језгро реактора са нуклеарним горивом и модератором
- Рефлектор неутрона, који окружује језгро реактора
- Проводиоц топлоте
- Систем регулације фисионе реакције, заштита од хаварије
- Заштита од радијације
- Систем дистантног управљања

## Основна подела реактора

### Реактори хлађени и модеровани обичном водом (2O)
У ову групу реактора спадају ВВЕР, PWR (реактор са водом под притиском или pressurized water reactor) и BWR (реактор са кључалом водом или Boiling Water Reactor). Сматрају се најбезбеднијом и најпоузданијом технологијом па су стога и најраспрострањенија врста реактора данас у свету (иако је реактор Острво Три миље, познат по нуклеарној катастрофи 1979. године, овог типа). 
Нешто нижи притисак користе ректори с кључалом водом. Ефикасност ових реактора је већа него код осталих типова реактора, чак се сматрају стабилнијим и сигурнијим. Нажалост, кључала вода у реактору изазива друге проблеме. Највећи је тај, што радиоактивна вода из реактора може да оштети остале компоненте и озбиљно угрози особље око реактора уколико вода исцури приликом неочекиване хаварије.

### Реактори модеровани тешком водом (2O)
(Реактор са тешком водом под притиском или Pressurized Heavy Water Reactor). Први реактор овог типа изграђен је у Канади, познат под називом КАНДУ. Ови реактори су хлађени и модеровани тешком водом. Због тога, ови реактори могу да користе и природни уранијум. Замена горива у реактору може да се спроведе и док реактор ради, што омогућава уштеду времена, енергије, уранијума итд. Изграђени су у Канади мада су до данас извезени и у Румунију, Аргентину, Кореју, Индију, Пакистан.

### Реактори модеровани графитом ()
РБМК (Реактор Большой Мощности Канального типа) или LWGR (Light Water Graphite Reactor). Ова врста реактора је коришћена углавном у Русији. Направљен у циљу производње плутонијума и електричне енергије. Реактор у Чернобиљу је био овог типа па се зато ова врста реактора сматра изразито несигурном и недовољно безбедном.
Magnox -GCR (Gas Cooled, Graphite Moderated Reactor) је гасом хлађен и графитом модерован реактор. Обично, за хлађење се користи угљен-диоксид CO2. У поређењу са реакторима који користе воду под притиском, ови реактори показују већу ефикасност упркос већим температурама. Реактори су осмишљени у Великој Британији и спадају у групу термичких реактора.

### Реактори хлађени течним металом
Овакав тип реактора нема модератор и производи већу количину горива него што искористи односно потроши. Суперфеникс реактор у Француској је овог типа заједно са Ферми-1 у Сједињеним Америчким Државама. Ови реактори користе течан натријум за хлађење и спадају у групу брзих реактора.
Постоје две врсте ових реактора:
1. Хлађени оловом
2. Хлађени натријумом

## Друге поделе реактора

### Подела према нуклеарној реакцији
1. Фисиона реакција- Већина савремених реактора је базирана на фисионој реакцији. Углавном се за гориво користи уранијум, али се воде истраживања и са торијумовим циклусом. Фисиони реактори се могу поделити у две групе, у зависности од енергије неутрона који се користе да иницирају нуклеарну фисиону ланчану реакцију:
- Термички реактори користе споре тј. термичке неутроне. Већина реактора је овог типа. Ови неутрони имају већу вероватноћу да иницирају реакцију на уранијуму 235, и мању вероватноћу да буду апсорбовани уранијумом 238 у поређењу са брзим неутронима који су продукт фисионе реакције.

- Брзи реактори користе брзе неутроне за иницијацију фисионе реакције. Карактеристика ових реактора је да не користе модератор. Ови неутрони имају мању вероватноћу да доведу до фисије уранијума 235 и већу вероватноћу да иницирају фисију на уранијуму 238. Брзи реактори ће у поређењу са термичким реакторима, производити мање радиоактивног отпада. Њихов главни недостатак је веома тешка изградња и скупа техника. Конструкција ових реактора је и даље у развоју у примерима четврте генерације нуклеарних реактора.

2. Фузиона реакција - Фузиона снага је и даље у експерименталној фази. Углавном, као гориво се користи водоник. 
3. Радиоактивни распад- Ови реактори користе акцелераторе радиоизотопа и атомске батерије, које генеришу топлоту и снагу експлоатисањем пасивног радиоактивног распада.

### Подела према типу модератора
1. Реактори модерирани графитом
2. Реактори модерирани водом

а) Реактори модерирани тешком водом
б) Реактори модерирани обичном водом. Овај тип реактора користи обичну воду за хлађење и модерирање реактора. Графитни и тешко водни реактори веома ефикасно термализују неутроне па се због тога може користити природни уранијум као гориво.

### Подела према хлађењу
1. Реактори хлађени водом
  - С водом под притиском
  - С кључалом водом
2. Реактори хлађени течним металима
3. Реактори хлађени гасом, обично хелијумом

### Подела према генерацији
1. Реактори I генерације
2. Реактори II генерације
3. Реактори III генерације
4. Реактори IV генерације

### Подела према фази горива
1. Гориво у чврстом стању
2. Течно гориво
3. Гасовито гориво

### Према сврси
1. Реактори који производе електричну енергију - Нуклеарне централе
2. Пропулзиони реактори
  - Нуклеарне подморнице
  - Ракетна пропулзија
3. Реактори који производе водоник
4. Реактори за трансмутовање елемената
  - Реактори који обогаћују уранијум у току фисионе ланчане реакције
  - Реактори који производе радиоизотопе за примену у медицини и индустрији
  - Реактори који производе материјале за нуклеарна оружја
5. Реактори за истраживања-за подучавање студената, разна истраживања материјала.

## Преглед поделе енергетских реактора
| Тип реактора- скраћеница | Значење | Српски израз                                                       |
|                          |         | Напредни, гасом хлађен, графитом модериран реактор                 |
|                          |         | Реактор са кључалом водом                                          |
|                          |         | Напредни, лаком водом хлађен и модериран реактор са кључалом водом |
|                          |         | Брзи, произвођачки реактор                                         |
| ,                        |         | Гасом хлађен, графитом модериран реактор                           |
|                          |         | Гасом хлађен и модериран реактор са високим температурама          |
|                          |         | Тешком водом хлађен, графитом модериран реактор                    |
| , РБМК                   |         | Лаком водом хлађен, графитом модериран реактор                     |
| ,                        |         | Тешком водом под притиском хлађен и модериран реактор              |
| , ВВЕР                   |         | Реактор са водом под притиском                                     |
|                          |         | Тешководни реактор са водом која ври                               |